# Ekstraliga czeska w rugby (2000/2001)
Ekstraliga czeska w rugby (2000/2001) – dziewiąta edycja najwyższej klasy rozgrywkowej w rugby union w Czechach. Zawody odbywały się od jesieni 2000 do 9 czerwca 2001. Tytułu broniła drużyna RealSpektrum Brno.
Drugi w historii klubu tytuł mistrza kraju zdobyła drużyna RC Říčany po trzymeczowym finale pokonując zespół TJ Praga. Do I ligi spadła natomiast Slavia Praga.

## System rozgrywek
Rozgrywki ligowe prowadzone były w pierwszej fazie systemem kołowym według modelu dwurundowego w okresie jesień-wiosna. Druga faza rozgrywek obejmowała dwumecze systemem pucharowym: czołowe cztery drużyny rozegrały spotkania o mistrzostwo kraju (play-off), natomiast zespoły z dolnej połowy tabeli o utrzymanie w najwyższej klasie rozgrywkowej ponownie systemem kołowym.
Zwycięzcy półfinałów play-off zmierzyli się w meczach o mistrzostwo kraju, przegrani zaś w meczu o brązowy medal. Najsłabsza drużyna grupy spadkowej została relegowana do I ligi.

## Play-off
|  | Półfinały | Półfinały         | Półfinały |  |  | Finał             | Finał             | Finał             |
|  |           |                   |           |  |  |                   |                   |                   |
|  | 1         | RC Říčany         | 39 23 27  |  |  |                   |                   |                   |
|  | 4         | RealSpektrum Brno | 13 27 19  |  |  |                   |                   |                   |
|  |           |                   |           |  |  |                   | RC Říčany         | 22 11 15          |
|  |           |                   |           |  |  |                   | TJ Praga          | 13 16 11          |
|  | 2         | RC Tatra Smíchov  | 20 10 15  |  |  |                   |                   |                   |
|  | 3         | TJ Praga          | 14 28 27  |  |  | Mecz o 3. miejsce | Mecz o 3. miejsce | Mecz o 3. miejsce |
|  |           |                   |           |  |  |                   |                   |                   |
|  |           |                   |           |  |  |                   | RealSpektrum Brno | 18                |
|  |           |                   |           |  |  |                   | RC Tatra Smíchov  | 41 29             |